# Maria Gabriela Brito
Maria Gabriela Brito   (Caracas, 24 de gener de 1976) és una comissària d'origen veneçolà, assessora d'art i autora amb seu a la ciutat de Nova York. Els seus treballs publicats inclouen Out There: Design, Art, Travel Shopping, publicat per Pointed Leaf Press el 2013 i Greek Gotham, publicat el 2016.

## Joventut
Brito va néixer i es va criar a Caracas, Veneçuela. Es va graduar a la Universitat Catòlica de Caracas i després a la Harvard Law School el 2000.

## Carrera professional
Després d'estudiar dret, María es va traslladar a la ciutat de Nova York per continuar una carrera com advocada corporativa. Va començar a col·leccionar art contemporani el mateix any, mentre treballava al despatx d'advocats de Cahill Gordon & Reindel. Després de nou anys practicant dret i adquirint art, Brito va obrir la seva pròpia empresa d'interiorisme i assessorament artístic, llavors anomenada Lifestyling per María Brito (actualment s'anomena María Brito, LLC).
Brito ha treballat com a consultora d'art i dissenyador d'interiors per a Sean «Diddy» Combs, Gwyneth Paltrow i Tracy Anderson, entre d'altres.
El 2014, Brito va llançar la seva col·lecció d'accessoris de moda de luxe en col·laboració amb els artistes contemporanis Kenny Scharf, Erik Parker i Carlos Rolón «Dzine», i les col·laboracions s'han ampliat fins a incloure més de 50 productes diferents dissenyats per Brito amb una gran varietat d'artistes, com Katherine Bernhardt, Nir Hod i Assume Vivid Astro Focus. Brito també és escriptora i oradora públic sobre l'enfocament interdisciplinari de la integració d'art i disseny.

### Greek Gotham
L'estiu del 2016, Brito va fer de comissària de la seva obra d'art contemporani titulada Greek Gotham, a Míkonos (Grècia). Exposada exclusivament per artistes de Nova York, l'exposició va incloure obres d'Assume Vivid Astro Focus, Nina Chanel Abney, Greg Bogin, Mira Dancy, Raul De Nieves, Michael Dotson, Sebastián Errazuriz, Nir Hod, Todd James, Misaki Kawai, Brian Donnelly «KAWS», Robert Lazzarini, Austin Lee, Taylor McKimens, Matthew Palladino i Erik Parker.

## Publicacions
El 2013, Brito va publicar Out There: Design, Art, Travel, Shopping. El llibre exposa les seves experiències personals del seu canvi d'advocada a empresària creativa, els seus projectes inicials d'art i disseny, així com una guia privilegiada d'art i disseny. Publicat per Pointed Leaf Press, va rebre el Premi del millor llibre dels Estats Units (tant a les categories d'art com a disseny), i va rebre crítiques de TIME, DuJour Magazine i Vogue México.
Greek Gotham, un catàleg d'art publicat per Dio Horia conjuntament amb l'exposició, va ser publicat el 2016. Compta amb una introducció de Jeffrey Deitch.